# Leonard Goldenson
Leonard H. Goldenson (7 décembre 1905 –  27 décembre 1999) était un homme d'affaires américain ayant dirigé United Paramount Theatres puis American Broadcasting Company jusqu'en 1986, année de la vente à Capital Cities Communications.

## Biographie
Leonard Goldenson est né en 1905 en Pennsylvanie et a grandi à Scottdale dans le Comté de Westmoreland où il est sorti diplômé du lycée local. Il poursuit ses études à la Harvard Business School et trouve un poste d'avocat pour Paramount Pictures en 1933. Il est engagé pour aider à la réorganisation d'United Paramount Theatres le réseau de salles de cinémas alors en difficultés financières. Le travail de Goldenson est efficace au point que Barney Balaban, PDG de Paramount le nomme à la direction de la filiale.
Mais rapidement Paramount est condamné à se séparer de ses salles. En 1938, le Gouvernement américain poursuit en justice les majors (Paramount, Metro-Goldwyn-Mayer, 20th Century Fox, RKO Pictures et Warner Bros.) car il considère que ces sociétés, possédant chacune leur structure de production et de diffusion, ne respectent pas le Sherman Antitrust Act (voir United States v. Paramount Pictures).
Après plus de dix ans de menace, en 1948, le Gouvernement des États-Unis juge coupable les « majors » d'aller à l'encontre de la loi anti-trust. Les sociétés sont condamner à se séparer des salles leur appartenant pour ainsi redevenir de « simples » compagnies de production et de distribution. La Paramount est la première à signer un « décret de consentement » qui stipule qu'elle accepte de céder ses salles. Son circuit de salles doit être pris en charge par une structure indépendante, la United Paramount Theatres (UPT), qui devra réduire d'un tiers le nombre de salles tous les ans pendant trois années.
En 1953, la Federal Communications Commission autorise la fusion entre United Paramount Theatres et American Broadcasting Company par échange de 25 millions d'actions. De 1953 à 1986, Goldenson supervise l'ensemble des intérêts ABC-Paramount. Parmi les projets il y a la création d'AmPar Record Corporation (ABC Records) en 1955, le renommage de la société en American Broadcasting Company en 1968 ou la fusion avec Capital Cities Communications en 1986.